# Kerstfest-Marke
Als Kerstfest-Marke wird eine nichtamtliche deutsche Briefmarke von 2016 bezeichnet, von der nur wenige Exemplare in Umlauf kamen und die daher international zu den wertvollsten und begehrtesten Marken zählt. Sie ist benannt nach dem enthaltenen Schreibfehler „Kerstfest“ anstatt „kerstfeest“.

## Hintergrund
Die Kerstfest-Marke sollte von der Deutschen Post am 2. November 2016 als Weihnachtsmarke mit dem Namen Weihnachtskugeln zu 70 Cent mit dem Weihnachtsgruß („Frohe Weihnachten“ in mehreren Sprachen) herausgegeben werden, wurde wegen der enthaltenen Schreibfehler (Kerstfest statt kerstfeest mit großem K und nur zwei e sowie Jul mit großem J statt kleinem j) jedoch vor dem Verkauf zurückgezogen und neu gedruckt. Die Marke wurde in dieser Ausführung nie amtliche Briefmarke, die bereits fertiggestellte Produktion wurde amtlich vernichtet. Die neu gedruckte Marke ohne Schreibfehler kam dann am 30. November 2016 in den Verkauf. Einige Marken der zurückgezogenen Auflage wurden dennoch durch wenige Postämter verkauft und kamen somit in Umlauf. Bisher sind gemäß Philaseiten.de insgesamt 72 gestempelte Kerstfest-Marken sowie 3 Folienblätter mit je 10 ungestempelten, selbstklebenden Marken bekannt. Unter Philatelisten wurden diese Marken bald zu Höchstpreisen gehandelt. Sie zählen zu den wertvollsten deutschen Briefmarken nach 1945. Bei der 160. Versteigerung des Auktionshauses Felzmann in Düsseldorf am 9. November 2017 wurde ein Exemplar des Folienbogens mit 10 unbenutzten Marken für 45.806 EUR inklusive Aufgeld und Mehrwertsteuer versteigert.

## Aussehen der Marke
Das Motiv der Weihnachtsmarke „Weihnachtskugel“ zu 70 Cent besteht aus einer roten Weihnachtskugel mit angedeuteten Weihnachtskugeln im Hintergrund. Der Schriftzug „Frohe Weihnachten“ ist zudem in 9 Sprachen eingedruckt. (Michel-Katalog-Nr. XX).

## Amtliche Mitteilung
„Druckstück ‚Sonderauslieferung November 2016 Weihnachtskugel

Bereits bei der Sofortlieferung 63 vom 27. Oktober 2016 ist schriftlich darauf hingewiesen worden, dass die Marke später nachgeliefert werden sollte. „Eine wichtige Information zum Sonderpostwertzeichen Weihnachtskugel - Im Zuge der Gestaltung des Postwertzeichens „Weihnachtskugel“ haben sich leider Fehler in den internationalen Weihnachtsgrüßen eingeschlichen. Diese sind uns jedoch rechtzeitig aufgefallen, bevor die Postwertzeichen in den Verkauf gehen konnten.““

## Bekannte Exemplare
Bisher sind 132 Exemplare der Marke bekannt. 87 davon sind lose oder auf Briefstücken erhalten, zwölf befinden sich noch auf Briefen, und es gibt drei Folienblätter mit je zehn postfrischen Exemplaren, von denen jedoch mindestens ein Folienblatt zu Verkaufszwecken in Einzelmarken geteilt wurde. Eine komplette Aufstellung der bisher bekannten Marken mit Nummerierung findet sich auf Philaseiten.de.